# Alvorada (Tocantins)
Alvorada is een gemeente in de Braziliaanse deelstaat Tocantins. De gemeente telt 8.161 inwoners (schatting 2009).
De gemeente grenst aan Araguaçu, Talismã, Peixe en Figueirópolis.